# Флаг Гагаринского (Москва)
Флаг внутригородского муниципального образования Гага́ринское в Юго-Западном административном округе города Москвы Российской Федерации.
Флаг утверждён 10 февраля 2004 года и является официальным символом муниципального образования Гагаринское.

## Описание
«Флаг муниципального образования Гагаринское представляет собой двустороннее, прямоугольное полотнище с соотношением сторон 2:3.
Полотнище состоит из нижней зелёной части, выгнутой сверху, высота которой составляет 1/4 ширины полотнища, и двух равновеликих верхних частей: прилегающей к древку красной и чёрной. Высота верхних частей составляет 4/5 ширины полотнища.
Все части разделены между собой узкой белой полосой, ширина которой составляет 1/60 длины (1/40 ширины) полотнища флага.
В центре красной части помещено изображение двух белых стрел, одна из которых обращена вниз, а другая вверх. Габаритные размеры изображения составляют 1/6 длины и 9/16 ширины полотнища.
В центре чёрной части помещено изображение белого крыла, и двух белых четырёхлучевых звёзд сверху справа и снизу слева от крыла. Габаритные размеры изображения составляют 3/8 длины и 11/16 ширины полотнища».

## Обоснование символики
Красное поле символизирует доблесть русской армии в войне 1812 года, заставившей отступить французские войска из Москвы по Калужской дороге (ныне Ленинский проспект).
Стрелы указывают на две транспортные артерии, проходящие по территории муниципального образования, проспекты Ленинский и Вернадского, по которым в древние времена осуществлялась связь с Золотой Ордой.
Чёрное поле символизирует научные учреждения, расположенные на территории муниципального образования: Президиум РАН, Институт металлургии, Институт органической химии, Российский государственный университет нефти и газа имени И. М. Губкина.
Крыло со звёздами помещено в знак покорения космоса Юрием Гагариным, в честь которого названо муниципальное образование.
Зелёная выгнутая полоса символизирует возвышенность, на которой расположена местность, и свидетельствует о густых лесах, загородных дачах и садах, располагавшихся здесь ранее.